# Moonlight (FANATIC◇CRISISの曲)
「moonlight」（ムーンライト）は、2003年4月にリリースされたFANATIC◇CRISISの通算28枚目のシングルである。発売元はSTOICSTONE。

## 解説
前作よりちょうど3カ月ぶりのリリース。アルバム『neverland』の先行シングル。
売り上げはメジャーデビュー以降初めて1万枚を切り、過去最低を更新した。
タイトル曲は日本テレビ系『三宅裕司のドシロウト』（山口放送制作）EDテーマ。

## 収録曲
1. moonlight [4:20]
2. サクラ咲く街で [4:42]
3. 幸運ヨ君ノ胸ニ。 [4:47]
4. moonlight (Vox Less Version)
5. サクラ咲く街で (Vox Less Version)
6. 幸運ヨ君ノ胸ニ。 (Vox Less Version)

## 収録作品
- neverland（#1）
- THE BEST of FANATIC◇CRISIS Single Collection02（#1）
- THE BEST of FANATIC◇CRISIS B-Side Collection（#2,3）